# إينيس أريماداس
إينيس أريماداس (من مواليد 3 يوليو 1981) محامية وسياسية إسبانية، تعمل كعضو في مجلس النواب والمتحدث باسم حزب المواطنين في الكونغرس. كانت في السابق زعيمة الفرع الإقليمي للحزب في كاتالونيا. في مارس 2020 تم التصويت عليها كزعيمة للحزب.
ولدت أريماداس ونشأت في خيريز دي لا فرونتيرا. قبل دخولها السياسة عملت كمستشارة. أصبحت عضوة في الحزب في عام 2011 وبدأت في البداية كونها الناطقة باسم قسم الشباب. أصبحت نائبة في البرلمان الكتالوني بعد انتخابات 2012. كانت زعيمة المعارضة في البرلمان الكتالوني من 2015 إلى 2019.